# AS Roma 1936/1937
Sezon 1936/1937 klubu AS Roma.

## Sezon
Roma przeżywała kłopoty finansowe i z tego też powodu nowym prezydentem został Igino Betti. Z Juventusu do drużyny trafił reprezentant Włoch Pietro Serantoni. Natomiast Guido Masetti i Dante Di Benedetti ulegli wypadkowi, przez co stracili kawałek sezonu. W drużynie zadebiutował 17-letni Amedeo Amadei, który po latach stał się legendą klubu. W lidze Roma zajęła niskie 10. miejsce.

## Rozgrywki
- Campionato Italiano: 10. pozycja
- Puchar Włoch: finał

## Skład i ustawienie zespołu
| W SEZONIE 1936/1937 |               |                |       |      |
| Imię i nazwisko     | Kraj          | Data urodzenia | Mecze | Gole |
| Trener              |               |                |       |      |
| Luigi Barbesino     | Włochy        | 30.05.1894     |       |      |
| Bramkarze           |               |                |       |      |
| Cesare Francavilla  | Włochy        | ?              | 0     | 0    |
| Guido Masetti       | Włochy        | 22.11.1907     | 21    | 0    |
| Archimede Nardi     | Włochy        | 19.04.1916     | 3     | 0    |
| Cesare Valinasso    | Włochy        | 27.11.1909     | 4     | 0    |
| Obrońcy             |               |                |       |      |
| Luigi Allemandi     | Włochy        | 08.11.1903     | 22    | 1    |
| Roberto Allemandi   | Argentyna     | 01.08.1912     | 1     | 0    |
| Renato Cipriani     | Włochy        | 01.11.1909     | 1     | 0    |
| Andrea Gadaldi      | Włochy        | 25.08.1907     | 29    | 2    |
| Alfredo Marini      | Włochy        | ?              | 2     | 0    |
| Eraldo Monzeglio    | Włochy        | 05.06.1906     | 30    | 0    |
| Pomocnicy           |               |                |       |      |
| Fulvio Bernardini   | Włochy        | 28.12.1905     | 28    | 3    |
| Renato Cattaneo     | Włochy        | 26.10.1903     | 7     | 0    |
| Evaristo Frisoni    | Włochy        | 01.10.1907     | 19    | 0    |
| Antonio Fusco       | Włochy        | 06.01.1916     | 14    | 0    |
| Alfredo Mazzoni     | Włochy        | 23.02.1908     | 15    | 3    |
| Gastone Prendato    | Włochy        | 04.03.1910     | 10    | 2    |
| Franco Scaramelli   | Włochy        | 08.09.1911     | 2     | 0    |
| Pietro Serantoni    | Włochy        | 11.12.1906     | 23    | 3    |
| Glauco Signorini    | Włochy        | ?              | 1     | 0    |
| Ernesto Tomasi      | Włochy        | 30.12.1906     | 19    | 2    |
| Giacomo Valentini   | Włochy        | 16.05.1911     | 6     | 1    |
| Napastnicy          |               |                |       |      |
| Amedeo Amadei       | Włochy        | 26.07.1921     | 3     | 1    |
| Dante Di Benedetti  | Włochy        | 28.10.1916     | 18    | 6    |
| Domenico D'Alberto  | Włochy/ Węgry | 01.02.1907     | 29    | 6    |
| Mario Marchegiani   | Włochy        | ?              | 2     | 0    |
| Otello Subinaghi    | Włochy        | 02.04.1910     | 18    | 6    |